# KO世紀ビースト三獣士
『KO世紀ビースト三獣士』（こうせいきビーストさんじゅうし）は、あかほりさとる・ねぎしひろしが手がけたOVA作品。

## 作品概要
未来の地球を舞台に、半獣半人のミュータント「ビースト」の冒険を描いたコミカルロボットアニメ。
元々は『ラムネ&40』（以下前作）の後番組用企画だったが、前作の玩具売上不振によりTVアニメ化の目処が立たずOVAに転換。当初はねぎし・伊東・中原の3名によって企画されたもので、あかほりはOVA化が決まってから合流した。そのため美少女キャラの登場やロボットアクション、パロディ描写など前作との共通点も多い。
第1期OVAは元々、某アダルトアニメビデオ作品の企画の一本でもあったらしく、実際に初期脚本の段階においては、ワン・ダバダ、バド・ミントとメイ・マーによる濡れ場のシーンが存在していた。
伊東岳彦『宇宙英雄物語』の単行本内に「没になってしまった企画のキャラクター」としてビースト三獣士のラフスケッチが掲載されたところ、読者からの作品化の要望が高まってOVAになった経緯がある。

## あらすじ
1万年前に引き起こされた最終戦争で南半球が消失した地球。かつて栄えた高度な文明は滅び、地球は再び大自然に覆われた野生の大地へと変わっていた。そこに生きるのは「ビースト」と呼ばれる獣人たち。ヒトと獣、2つの姿を合わせ持つビーストは自然と共生しながら長く平和な時を過ごしていた。
しかしあるとき空の彼方より「ヒューマン」を名乗る種族が降り立ち、地上への侵攻を開始する。彼らはこの大地のどこかに眠る「ガイア」と呼ばれる大いなる存在を探しているのだという。
ビーストの少年ワンと仲間たちはヒューマンの追っ手をかいくぐり、ガイアの秘密を握るという獣の姿をした3体のロボット「神霊機（ジン）」と共にガイアを探す旅へと出発する。

## 登場人物
本作の登場人物は大別して「ビースト（獣人）」と「ヒューマン（人類）」の2種に分けられる。
ビースト（獣人）
北半球に暮らす亜人種。陸棲種、水棲種、空棲種の三種に大別されさらに細かい部族に分けられている。基本的にはそれぞれの住み分けを行い平和に暮らしている。仲間意識もない訳ではないが、獣としての特性から「三大欲求」には非常に正直。
ヒューマン（人類）
南半球に住む種族。環境破壊の影響による閉鎖環境での生活から強化処置を受けなければ北半球の大気下ではマスクなしでは生きることもできない。徹底した管理社会となっており組織内で下位の者は番号で呼称される。強化処置を受けた戦士となってコードネームを得るほか、技術研究職などの責任者になると個人名で呼称されている。

### 主人公たち
ワン・ダバダ声 - 山口勝平
ビーストの少年。14歳。ケモノ族の族長シャバの一人息子。熱血直情型で喧嘩っ早い。大の食いしん坊で、暇さえあれば食べ物のことを考えている（当初は「ガイア」をご馳走のことだと思っていたほど）。ビースト特有の脳天気さも相まって物事をあまり深く考えない単細胞だが、ヒューマンの非道な行いに激昂するなど強い正義感も持つ。獣人（虎）へと変身でき、クシャミをすると勝手に変身してしまう。ケモノ族に伝わる「ジンの心」と呼ばれる宝玉を持ち（普段は左胸に装着している）、これを通じて神霊機「地霊王」と心を通わせる。
メイ・マー声 - かないみか
ビーストの少女。14歳。ワンの幼馴染みであり、マーメイド族の王国サキランティスの王女。明るく利発だが気の強い一面も持ち、怒ると怖い。涙を流すと獣人（人魚）へと変身し、その涙は真珠へと変わる。ワンとはお互いに少なからず好意を持つ関係。作中では名前の「メイ」ではなくフルネームで「メイ・マー」と呼ばれる。マーメイド族に伝わる「ジンの心」を持ち、これを通じて神霊機「海霊王」と心を通わせる。
バド・ミント声 - 子安武人
ビーストの少年。15歳。トリ一族の族長の孫。キザで格好付け屋の二枚目半、怪しい英語を交えた口調で話す。大の女好きで、可愛い女の子を見れば種族年齢を問わずにナンパを始める。お決まりの口説き文句は「君のためなら死ねる」。獣人（鳥）へと変身でき、こちらは鳥肌を立てると勝手に変身する。ワンに便利な移動手段として使われたり空腹のあまり食べられそうになったりと、不幸な目に遭うこともしばしば。基本的に面倒事を嫌う性格で、危険なガイア探しの旅を拒んで一度はワン達と離反するが、最終的には仲間を見捨てることが出来ずに復帰。トリ族に伝わる「ジンの心」を持ち、これを通じて神霊機「空霊王」と心を通わせる。
メッカ・マンネン声 - 塩屋浩三
ビーストの少年。14歳。温和な性格でユーニの保護役。びっくりすると獣人（亀）へと変身する。元々はメイ・マーのお供だった。上記の3人とは違い使役する神霊機を持たず、後述する神霊王に搭乗することもない。戦闘時にはもっぱらユーニを守ることに専念している。
ユーニ・チャーム・パスワード声 - 宍戸留美
ヒューマンの少女。6歳。ヒューマンの科学者Dr.パスワードの孫娘で、空中要塞ウラノスで祖父と共に暮らしていたが、V・ダァーンによって祖父を殺害され、ワン達と行動を共にすることに。普段は無邪気で天真爛漫な普通の女の子だが、ガイアに関わる遺跡に接した時やワン達が危機に陥った場合などにトランス状態になり、不思議な力を発揮する（正気に戻るとトランス時のことは覚えていない）。ツァー・マスターが追い求める「ガイア」と大きな関わりを持つ。

### 敵キャラクター
V・ダァーン声 - 松本保典
ヒューマンの戦士。自称「ウラノス最強の魔法戦士」。ツァー・マスターの命令により、3体の神霊機を奪うためにワン達を執拗に追い回す。外見は金髪長身の美形。しかし頭はお馬鹿で完全に三枚目。性格は傲慢で自信過剰、きわめて攻撃的だがパートナーのV・ジョーンには頭が上がらないようだ。早口言葉のような呪文を唱えて魔法を行使する。これはヒューマンの技術で再現された疑似魔法システムであり、使用するには肩と手に装着した発動装置が必要。これのエネルギーが切れると一切の攻撃手段を失ってしまう。主に電撃系の攻撃魔法を得意とするが、遺跡に眠る神霊機を強制的に起動させて使役するといったことも可能らしい。名前は、V・ジョーンと合わせて「美男美女」のもじり。
外伝コミックによると元は強化処置も受けていない下級戦闘員で「V-666号」と呼ばれていた。尚、右耳に付けたイヤリングはかつて想いを寄せた上司の形見である。
V・ジョーン声 - 水谷優子
ヒューマンの女戦士。V・ダァーンとコンビを組んでワン達を追う。普段は寡黙で冷静沈着だが実は意外とキレやすい性格。戦いに際しては装備したプロテクターに内蔵された数々の隠し武器と格闘を交えた直接戦闘を主体とする。スレンダーな体型（貧乳）でそのことを指摘されると般若の如く怒り狂う。名前は、V・ダァーンと合わせて「美男美女」のもじり。第一期シリーズではセリフが少ないことがＣＤドラマでネタにされた。
アクマコ声 - 松井菜桜子
V・ダァーンお付きの小悪魔。身体は小さいがナイスバディでV・ジョーンに見せびらかしては制裁をいつも受けている。生物の魂を主食とするらしく、戦闘の際は予想される死者の数を数えて涎を垂らすことも多々。元々は一万年前に使用された次元兵器の影響で異次元空間との境界が緩み、その隙間から地球へ入り込んだ次元生物。V・ダァーンと生体レベルで主従関係に調整されている。
ツァー・マスター声 - 加藤精三
本作の大ボス。ヒューマンの支配者にして空中要塞ウラノスの最高指揮官。その正体は謎に包まれている。北半球のどこかに眠る「ガイア」と呼ばれる存在へ至る手掛かりを探している。基本的に要塞の外に出ることは無く、手足となる部下を使役することで地上の制圧と神霊機の回収を推し進めている。人間味を感じさせない不気味な老人の姿をしており、会話は口を動かさずテレパシーのようなものを使って喋る。部下も直接目通りすることは許されず、常にホログラム映像を用いて指令を伝達される。ツァー・マスターが座する部屋には本人と瓜二つの5人の老人が存在するが、これは高度な思考を補助するための人工的なブレーンであり、あくまでツァー・マスター本人は中心にいる一人である。しかし実はこれも仮の姿に過ぎないらしい。

### その他の重要キャラクター
Dr.パスワード声 - 石森達幸
ヒューマンの老人。ユーニの祖父であり、ツァー・マスターの指揮下で「ガイア」に関する研究を行っていた科学者。一般的なヒューマンとは異なり、自分たちが絶対的な優性種であるとは信じておらず、ツァー・マスターの地上侵攻を苦々しく思っている。ビーストに対しても差別的な感情は持たず、むしろ同族であるヒューマンよりも信頼を置いている節すらある。本作冒頭エピソードでV・ダァーンの攻撃からユーニを庇い、死亡。事切れる直前にユーニを「ガイア」の元へ連れて行くようワン達に頼む。本作における最重要キーマンの一人。
C・シーガル声 - 折笠愛
ツァー・マスターがヒューマンの本拠地である南半球から新たに呼び寄せた仮面の戦士。ユーニと深い関わりを持つ。
Dr.アイディー
外伝コミックに登場したヒューマンの女性。魔法技術研究の第一人者。魔法に対して適正のあるV-666号を気にかけていたが、ガイアの調査中反旗を翻した戦士D・カインの攻撃を受けて亡くなる。

## 神霊機（ジン）
本作に登場するロボットの総称。媒体によっては「精霊機」と表記されることもあるが、読み方は「ジン」で共通している。各地の遺跡などから発掘される古代の巨大機械群。元々は1万年前に起こった大戦で使用された兵器である。現在そのほとんどは活動を停止しており、ビーストの集落などでは御神体として祀られていることもある。形状は動物やヒトの形を模したものから、架空の生物をモチーフとしたものまで多岐に渡る。。
本来は「ソウル・ゲージ（作中では「ジンの心」）」と呼ばれる玉を通じて使役者とリンクして稼働するが、ヒューマンはこれらの神霊機を発掘、回収して改造を施したうえで自分たちの戦力として使用することも多い

### 主人公たちの神霊機
ワンたち一行が持つ3体の神霊機は「ガイア」と深く関わる特別な機体であり、他の神霊機とはあらゆる意味で一線を画している。そのためガイアの手掛かりを模索するツァー・マスターはこれらの奪取をV・ダァーン達に命じる。
地霊王
ワンの一族に伝わる神霊機。狼や虎のような四足歩行の肉食獣を思わせる姿をしている。作中では最も小型な神霊機で、体当たりや鋭い牙での直接攻撃の他にも咆吼で地割れを起こすなどの離れ業も可能とする。体躯の小柄さから決定的な打撃力に欠ける印象を受けるが、その俊敏さで瞬く間に敵神霊機の急所に接近してダメージを与える等、活躍の場は決して少なくない。
海霊王
メイ・マーの一族に伝わる神霊機。海の神を連想させる巨人の姿をしている。その巨体から繰り出される怪力とトライデントによる攻撃を得意とする。動きは鈍重だが、それを補って余りあるパワーと装甲の堅さは正に主人公達の攻撃の要と言える。場合によってはワン達を内部に搭乗させることも可能だが、命令を下せるのはメイ・マーだけである。また戦闘以外では、長距離を移動する際などにワン達を肩や手に乗せて歩くことが多い。
空霊王
バドの一族に伝わる神霊機。不死鳥のような首の長い巨大な鳥の姿をしている。機動力に特化した空飛ぶ神霊機。高速で飛行して衝撃波を発生させ、翼からはあらゆる物を吹き飛ばす暴風を巻き起こす。また、その細身の体躯からは想像も付かない腕力を持ち、空中要塞からの脱出時や氷海を渡る際などには海霊王をその手に掴んで飛行した。
神霊王
ユーニの持つ不思議な力によって上記三体の神霊機が合体。翼を生やしたヒトの形をした漆黒の機体。地霊王が頭部に、海霊王が胴体を含む四肢に、空霊王が腰部と背部の翼になる。ガイアを守護するために造られた最強の神霊機。多彩な武器と技を持ち、ヒューマンが繰り出してくる神霊機を瞬く間に粉砕する。合体前の3体の神霊機は外部から命令を受けて自律可動していたが、合体後はワン達を（半ば強制的に）搭乗させて行動する。コクピットは非常に狭い。

### 敵の神霊機
牙霊王
イヌ族の村に封印されていた巨大な獣型の神霊機。V・ダァーンの魔法によって復活し、ワン達に襲いかかった。「牙霊王」の名称は設定上のもので作中では名を呼ばれることはない。
魔霊王
ツァー・マスターがV・ダァーン達に与えたヒューマン陣営最強の神霊機。地霊王ら3体の神霊機を圧倒する力を持ち、ワンたちを窮地に追い込む。実はかなり早い時期にヒューマンによって発掘されていた機体だが、ガイアに深く関わる遺跡から発見されたためそのシステムには解析できない部分が多い。そこでブラックボックス的なものをすべて取り外し、ツァー・マスターはこれを純粋な戦闘兵器として蘇らせた。
妖霊王
アトラスの街近くの遺跡に眠っていた、コブラとヒトを合わせたような半人半獣の姿を持つ神霊機。V・ジョーンが復活させ、ワン達を襲う。「妖霊王」の名称は設定上のもので作中では名を呼ばれることはない。
犀霊王・蝙霊王　（※小説版のみ登場）
魔霊王が復活するまでの時間稼ぎをするためにツァー・マスターが起動させたトリケラトプス型とコウモリ型の神霊機。
斬霊王　（※漫画『BIRTH of the V-美-DARN』のみ登場）
Dr.アイディーが率いる研究班が発掘した神霊機で、その力は魔霊王に匹敵すると目された機体。反乱を起こしたヒューマンの戦士D・カインが起動させるが、V・ダァーンとV・ジョーンの絶妙なコンビネーションによって破壊される。
魔・神（マ・ジン）
C・シーガルの所有する機体。発掘された機体を修復していたにすぎなかったこれまでの神霊機とは異なり、ヒューマンが新規にボディ部分などの建設を行い、心臓部バイオプラーナのエネルギーユニットのみを移植したという最新テクノロジーを駆使して造り上げた機械兵。次元航行ユニットを装備し、切り離された北半球と南半球を単独で行き来することが出来る。飛行形態から戦闘形態へと変形すれば、その巨体は海霊王の数倍にも及ぶ。尚、「マ・ジン」とはこの機体の固有名称ではなく、ヒューマンが現在の技術で造ったロボットを指す総称。漫画「BIRTH of the V-美-DARN」においてヒューマン戦士の戦闘訓練用に使用されていた機体（IIのオープニング中でV・ダァーンが搭乗する赤い機体と同型）も同じくマ・ジンである。

## 余談
- 主人公4人のビースト形態は、中国の四神（ワン＝白虎、メイ・マー＝青龍、バド＝朱雀、メッカ＝玄武）がモチーフとなっている。
- ワン達の持つ3体の神霊機は『バビル2世』に登場する3つのしもべ（ロデム・ロプロス・ポセイドン）のオマージュである。
- 主人公メンバーの中ではサブキャラ的な扱いのメッカだが、OVA企画段階ではれっきとした主役級キャラ[6]であり当初のタイトル案は「ビースト四獣士」だった。諸般の事情からこのタイトルが没になり、サブキャラへ降格してしまった経緯がある。[要出典]
- TBSの人気スペシャル番組「オールスター感謝祭」の「『参加する』を押した人」「（05秋、07秋）総合成績ランキング」で使用されているBGMは、この作品の第1作目のOP曲「恋はマケテラレネーション」のインストルメンタル（ラブ・イズ・マケテラレネーションI）である。またこのBGMは、1993年1月 - 9月にTBS系列で放送された『クイズテレビずき!』の初期のテーマにも使用されていた。
- あかほりさとるによる小説版は2巻まで発売されているが、3巻目が執筆途中で中断して発売されないまま現在に至っている。前巻発売から年数が経ちすぎていることや、あかほりのホームページでも「1〜2巻（完結）」と表記されるなど、3巻の発売予定は事実上立ち消えとなっている[7]。内容については当時のあかほりの会報「ポリリン新聞」において「17歳になったワンとメイ・マーを中心としたラブコメ展開となる予定」と説明されていた。小説版には小説版オリジナルキャラクター「テンシコ」が登場している。このテンシコは後述するPCエンジン版において椎名へきるの担当で警告画面に登場しており、BIOSのバージョンが推奨しているものではなかったり、バックアップメモリーの空き領域が不足していると彼女が注意する。
- 月刊OUTの本作解説コーナー「ビリー・タチバナの重箱のスミをつつく!」にて「ワンとメイ・マーは種族が違うので子供は作れない」といった内容の解説が記載されたことがある。「ポリリン新聞」の読者コーナーにおいても2人が生殖可能かどうかの質問が投稿されたが、あかほりからは特に解答となるコメントは得られていない。
- 本作は、あかほりさとるの担当作品にしては珍しく直接的なお色気描写が（アニメ本編では）控えめになっているが、これは監督からの要請とのこと。
- OVA発売当時はワン・ダバダのぬいぐるみ（着ぐるみ）が製作され、CDのジャケットにも僅かながら映っている。大阪市内で開催されたイベントでは山口勝平がこのぬいぐるみを着て登場するという一幕もあった。
- ジンの心は小説版においてワン達がそれぞれとある遺跡より持ち帰っており、本来4人分全員あったのだが、遺跡からの帰り道の途中でメイ・マーが無くしてしまいメッカの分を受け取ったので本編では3つしかないという設定になっている。

## KO世紀ビースト三獣士

### 解説
第一期シリーズ。物語の始まり〜旅の序盤が描かれる。ヒューマンの空中要塞を脱出したワンたちは不思議な少女ユーニと共に「ガイア」を探す旅に出発する。
しかしその旅路には常にヒューマンの執拗な追っ手の影が迫っていた。
各話リスト
| 巻数 | タイトル                                       | 脚本           | 演出     | 絵コンテ | 作画監督                                            |
| ---- | ---------------------------------------------- | -------------- | -------- | -------- | --------------------------------------------------- |
| 1    | ワンダバダバダッタとレッツ・ラ・ゴー!          | あかほりさとる | 都留稔幸 | 都留稔幸 | 斉藤卓也 松尾慎                                     |
| 2    | チョットだけチャットしてファースト・コンタクト | 渡辺誓子       | 吉田英俊 | 浜崎賢一 | 柳沢まさひで（キャラクター） 橋本敬史（メカニカル） |
| 3    | ファイナル・ファイトでマケテラレネーション!    | 関島眞頼       | 松尾慎   | 松尾慎   | 斉藤卓也 松尾慎                                     |

### スタッフ
- 監督：ねぎしひろし
- 構成：あかほりさとる
- 原作：プロジェクトB4（ねぎしひろし、伊東岳彦、中原れい、あかほりさとる）
- 脚本：あかほりさとる、渡辺誓子、関島眞頼
- キャラクター原案：伊東岳彦
- キャラクターデザイン：ゼロGルーム
- メカニックデザイン・美術設定：中原れい
- 美術：沢井裕滋
- 作画監督：斉藤卓也
- 制作協力 : ガイナックス
- 制作：アニメイトフィルム
- 演出（オープニング）：ますなりこうじ
- 作画（オープニング）：菅沼栄治
- 音楽：BAMBOO GANG（長岡成貢・竹田雅一）

### 主題歌
オープニングテーマ「恋はマケテラレネーション」
作詞：石嶋由美子・福田裕彦、作曲・編曲：福田裕彦、歌：宍戸留美
エンディングテーマ「なかよしお泊り倶楽部」
作詞：石嶋由美子、作曲・編曲：福田裕彦、歌：宍戸留美

## KO世紀ビースト三獣士II

### 解説
第二期シリーズ。前シリーズの続編。旅の中盤〜終結までが描かれる。ヒューマンの新たな刺客C・シーガルの登場によって物語は佳境へ。捕らえられたユーニを救うべく、ワン達は氷海を渡る。そしてついにガイアがその全貌を現す時が訪れる…。
各話リスト
| 巻数 | タイトル                            | 脚本           | 演出           | 絵コンテ       | 作画監督          |
| ---- | ----------------------------------- | -------------- | -------------- | -------------- | ----------------- |
| 1    | パワーアップでサバイバルウォーっと! | 渡辺誓子       | ますなりこうじ | ますなりこうじ | 岸田隆宏          |
| 2    | パニックシティはラブロマンスでぇい? | 金巻兼一       | 木上益治       | 沢渡ヒロシ     | 四条武丸          |
| 3    | トリプル争奪戦!?ユーニを追いかけろ! | 関島眞頼       | 石原立也       | 沢渡ヒロシ     | 才谷梅太郎        |
| 4    | 多分、最後はオレが勝つ!!ホントかよ? | あかほりさとる | ますなりこうじ | ますなりこうじ | 岸田隆宏 岩田幸大 |

### スタッフ
- 監督：ねぎしひろし
- 構成：あかほりさとる
- 原作：プロジェクトB4（ねぎしひろし、伊東岳彦、中原れい、あかほりさとる）
- 脚本：あかほりさとる
- キャラクター原案：伊東岳彦
- キャラクターデザイン：ゼロGルーム
- メカニックデザイン・美術設定：中原れい
- 制作協力 : ガイナックス
- 制作：アニメイトフィルム
- 演出・作画（オープニング）：松尾慎

### 主題歌
オープニングテーマ「恋はB・O・M・B・E・R」
作詞・作曲：ローリー寺西、歌：すかんち
エンディングテーマ「涙の選択科目」
作詞・作曲：ドクター田中、歌：すかんち

## 劇場公開版
- 1992年9月19日〜 テアトル池袋にて第一期シリーズ1〜3巻までをオリジナル編集したものが公開された。発売前であった3巻の先行試写の意味合いも含んだイベントで、スタッフやキャストによる舞台挨拶も行われた。

## 関連商品

### KO世紀ビースト三獣士
- ビデオ
  - 第1話「ワンダバダバダッタとレッツ・ラ・ゴー!」　1992年5月7日
  - 第2話「チョットだけチャットしてファースト・コンタクト」　1992年7月1日
  - 第3話「ファイナル・ファイトでマケテラレネーション!」　1992年10月1日
- DVD
  - KO世紀ビースト三獣士　2001年9月19日

- 小説
  - KO世紀 ビースト三獣士〈1〉神霊機(ジン)のピラミッド 　画：桐嶋たける

1. 特に1巻の内容がアニメと大きく異なる。成人向けアダルトアニメとして企画されていた時期の設定を色濃く残しており、メインキャラクター達がことごとく性的倒錯者になっている。

- - KO世紀 ビースト三獣士〈2〉ウラノスの空中城 　画：桐嶋たける

- 漫画
  - KO世紀ビースト三獣士　画：中原れい
  - KO世紀ビースト三獣士―外伝BIRTH of the V-美-DARN　月刊コミックドラゴンvol1～vol3　画：伊東岳彦

- ゲーム
  - PC-9801版「KO世紀ビースト三獣士」（開発：マトリクス）
  - PC-9801版「KO世紀ビースト三獣士〜ラスタークの女王〜」（開発：マトリクス）
  - PCエンジン版「KO世紀ビースト三獣士〜ガイア復活 完結編〜」　1994年6月17日発売
    - テーマソング「獣人らしくアドベンチャー」（作詞：金巻兼一　作曲・編曲：STEVE"BANG"PANG　歌：かないみか）
PCエンジン版はパソコン版からの移植だが、CD-ROMの大容量を活かし、パソコン版では削られていたイベントやストーリーが追加されている。シナリオ監督はあかほりさとる。キャラクターデザインに伊東岳彦。原作を手掛けた両氏が担当している[8]。

- カセット文庫
  - KO世紀ビースト三獣士 怒涛の愛と哀しみの爆裂温泉旅行!!湯気の間に恋を見た　1992年11月1日
  - KO世紀ビースト三獣士2 風雲!炎の主役争奪戦!風の中で愛を得た!　1993年6月1日

- ドラマCD
  - KO世紀ビースト三獣士 BIRTH of the V-美-DARN
    - OP「わが名はV･DARN」（作詞・作曲：歌：影山ヒロノブ　編曲：山中ノリマサ）
    - ED「STAINLESS NIGHT」（作詞：デーモン小暮　作曲：エース清水　編曲・歌：聖飢魔II）

### KO世紀ビースト三獣士II
- ビデオ
  - 第1話「パワーアップでサバイバルウォーっと!」　1993年5月21日
  - 第2話「パニックシティはラブロマンスでぇい?」　1993年7月21日
  - 第3話「トリプル争奪戦!?ユーニを追いかけろ!」　1993年9月21日
  - 第4話「多分、最後はオレが勝つ!!ホントかよ?」　1993年11月21日
- DVD
  - KO世ビースト三獣士II　2001年10月24日

### その他
- DVD-BOX（I・IIセット）
  - KO世ビースト三獣士 DVDコレクション　2002年12月4日